# Darkly, Darkly, Venus Aversa
Darkly, Darkly, Venus Aversa är Cradle of Filths nionde studioalbum, utgivet den 1 november 2010. Darkly, Darkly, Venus Aversa är ett konceptalbum, som handlar om den forntida demonen Lilit, som enligt judisk mytologi var Adams första hustru.

## Spårlista
1. "The Cult of Venus Aversa" (7:07)
2. "One Foul Step from the Abyss" (4:53)
3. "The Nun with the Astral Habit" (4:55)
4. "Retreat of the Sacred Heart" (3:56)
5. "The Persecution Song"  (5:34)
6. "Deceiving Eyes" (6:32)
7. "Lilith Immaculate" (6:12)
8. "The Spawn of Love and War" (6:19)
9. "Harlot on a Pedestal" (5:09)
10. "Forgive Me Father (I Have Sinned)" (4:33)
11. "Beyond Eleventh Hour" (7:16)

### Limited edition bonus disc
1. "Beast of Extermination" (5:32)
2. "Truth & Agony" (5:56)
3. "Mistress From the Sucking Pit" (7:00)
4. "Behind the Jagged Mountains" (5:44)
5. "Forgive Me Father (I Have Sinned)" (musikvideo) (4:33)

### Limited Fan edition bonus disc
1. "Beast of Extermination" (5:32)
2. "Truth & Agony" (5:56)
3. "Adest Rosa Secreta Eros" (7:25)
4. "Mistress From the Sucking Pit" (7:00)
5. "Behind the Jagged Mountains" (5:44)
6. "The Cult of Venus Aversa" (demo) (6:48)
7. "The Nun With the Astral Habit" (demo) (4:58)
8. "Deceiving Eyes" (demo) (6:44)

## Singlar
1. "Forgive Me Father (I Have Sinned)" (18 oktober 2010)

## Musiker
- Dani Filth – sång
- Paul Allender – sologitarr, kompgitarr
- James McEllroy – sologitarr, kompgitarr
- Ashley Ellyllon – keyboard, synthesizer, piano, sång
- Dave Pybus – elbas
- Martin Marthus Škaroupka – trummor, percussion